# Selección de fútbol sub-20 de Kazajistán
La Selección de fútbol sub-20 de Kazajistán, conocida también como la Selección juvenil de fútbol de Kazajistán, es el equipo que representa al país en la Copa Mundial de Fútbol Sub-20 y en la Eurocopa Sub-19 y anteriormente en el Campeonato Juvenil de la AFC. Es controlada por la Unión de Fútbol de Kazajistán.
Es la primera selección de fútbol del país en competir en un campeonato mundial, aunque lo hicieran cuando eran miembros de la AFC.

## Estadísticas

### Mundial Sub-20
| Año   | Ronda          | J            | G            | E            | P            | GF           | GC           |
| ----- | -------------- | ------------ | ------------ | ------------ | ------------ | ------------ | ------------ |
| 1993  | No participó   | No participó | No participó | No participó | No participó | No participó | No participó |
| 1995  | No clasificó   | No clasificó | No clasificó | No clasificó | No clasificó | No clasificó | No clasificó |
| 1997  | No clasificó   | No clasificó | No clasificó | No clasificó | No clasificó | No clasificó | No clasificó |
| 1999  | Fase de grupos | 3            | 0            | 0            | 3            | 1            | 9            |
| 2001  | No clasificó   | No clasificó | No clasificó | No clasificó | No clasificó | No clasificó | No clasificó |
| 2003  | No participó   | No participó | No participó | No participó | No participó | No participó | No participó |
| 2005  | No clasificó   | No clasificó | No clasificó | No clasificó | No clasificó | No clasificó | No clasificó |
| 2007  | No clasificó   | No clasificó | No clasificó | No clasificó | No clasificó | No clasificó | No clasificó |
| 2009  | No clasificó   | No clasificó | No clasificó | No clasificó | No clasificó | No clasificó | No clasificó |
| 2011  | No clasificó   | No clasificó | No clasificó | No clasificó | No clasificó | No clasificó | No clasificó |
| 2013  | No clasificó   | No clasificó | No clasificó | No clasificó | No clasificó | No clasificó | No clasificó |
| 2015  | No clasificó   | No clasificó | No clasificó | No clasificó | No clasificó | No clasificó | No clasificó |
| 2017  | No clasificó   | No clasificó | No clasificó | No clasificó | No clasificó | No clasificó | No clasificó |
| 2019  | No clasificó   | No clasificó | No clasificó | No clasificó | No clasificó | No clasificó | No clasificó |
| 2023  | No clasificó   | No clasificó | No clasificó | No clasificó | No clasificó | No clasificó | No clasificó |
| 2025  | No clasificó   | No clasificó | No clasificó | No clasificó | No clasificó | No clasificó | No clasificó |
| Total | 1/17           | 3            | 0            | 0            | 3            | 1            | 9            |